# The Oral Cigarettes
The Oral Cigarettes (ジ オーラル シガレッツ), được cách điệu thành THE ORAL CIGARETTES là một band nhạc alternative rock Nhật Bản với bốn thành viên xuất phát từ tỉnh Nara, thành lập vào tháng 7 năm 2010. Ban nhạc đã đăng kí hợp đồng với A-Sketch in 2012 và hiện tại đã phát hành năm album phòng thu, hai album độc lập, một album demo, một album tổng hợp, một EP và tám đĩa đơn. Họ được biết đến nhiều nhất khi thể hiện ca khúc chủ đề mở đầu cho anime Noragami Aragoto, "Kyōran Hey Kids !!" (狂乱 Hey Kids !! Frenzy Hey Kids!!).

## Thành viên ban nhạc
Thành viên hiện tại 
- Takuya Yamanaka (山中 拓也?) — lead vocals, guitar (2010–nay)
- Akira Akirakani (あきらかにあきら?) — bass, vocals (2010–nay)
- Shigenobu Suzuki (鈴木 重伸?) — guitar (2010–nay)
- Masaya Nakanishi (中西 雅哉?) — drums (2013–nay)

Cựu thành viên
- Take - drums (2010–2012)

Mốc thời gian

## Danh sách đĩa hát

### Album phòng thu
| Tiêu đề          | Chi tiết album | Vị trí trên bảng xếp hạng | Vị trí trên bảng xếp hạng |
| Tiêu đề          | Chi tiết album | Oricon                    | Billboard                 |
| ---------------- | --- | ------------------------- | ------------------------- |
| The BWM Show!!   | - Phát hành: ngày 12 tháng 11 năm 2014 - Nhãn: A-Sketch - Các định dạng: CD, tải xuống kỹ thuật số Track listing 1. Hate (嫌い) 2. Monster Effect (モンスターエフェクト) 3. The Aftertaste of Halloween (ハロウィンの余韻) 4. STARGET 5. The Man at the Vending Machine (自動販売機の男) 6. A Dream I Had (僕は夢を見る) 7. Remake Sense (リメイクセンス) 8. Revival Story (起死回生Story) 9. Satan Is Coming (大魔王参上) 10. A Transparent Shelter from the Rain (透明な雨宿り) | 20                        | __                        |
| Fixion           | - Phát hành: ngày 5 tháng 1 năm 2016 - Nhãn: A-Sketch - Các định dạng: CD, tải xuống kỹ thuật số Track listing 1. Watch Out Baby (気づけよBaby) 2. Frenzy Hey Kids!! (狂乱 Hey Kids!!) 3. Mirror 4. Stay One 5. Amy (エイミー) 6. Manner Mode (マナーモード) 7. In the Sky of the Passing Seasons (通り過ぎた季節の空で) 8. An Easy Thing (カンタンナコト) 9. A-E-U-I 10. Everything                                                                                              | 6                         | 8                         |
| Không chính thức | - Phát hành: ngày 2 tháng 2 năm 2017 - Nhãn: A-Sketch - Các định dạng: CD, tải xuống kỹ thuật số Track listing 1. Licorice (リコリス) 2. Catch Me 3. Mischief Showtime (悪戯ショータイム) 4. 5150 5. WarWarWar 6. Endroll (エンドロール) 7. Dip-Bap 8. Shala La 9. Opaque Snow Makeup (不透明な雪化粧) 10. Love | 3                         | 5                         |
| Kisses and Kills | - Phát hành: ngày 13 tháng 6 năm 2018 - Nhãn: A-Sketch - Các định dạng: CD, tải xuống kỹ thuật số Track listing 1. Are You Ready? (もういいかい?) 2. Black Memory 3. Psychopath 4. Ladies and Gentlemen 5. What You Want 6. Side by Side (トナリアウ) 7. Lifelock Art (リブロックアート) 8. An Attractive Lie (容姿端麗な嘘) 9. One's Again 10. ReI | 1                         | 1                         |
| Suck My World    | - Phát hành: ngày 29 tháng 4 năm 2020 - Nhãn: A-Sketch - Các định dạng: CD, tải xuống kỹ thuật số Track listing 1. Introduction 2. Tonight the Silence Kills Me with Your Fire 3. Fantasy 4. Dream in Drive 5. Maze 6. Don't You Think feat. Lozareena 7. Hallelujah 8. Breathe 9. Don't Be Fooled by Selfishness (ワガママで誤魔化さないで) 10. Shine Holder 11. Naked 12. Color Tokyo 13. From Dusk Till Dawn 14. The Given 15. Slowly But Surely I Go On                       | 1                         | 1                         |

### Album độc lập
| Tiêu đề                                               | Chi tiết album |
| ----------------------------------------------------- | --- |
| Barking in the Moon, Sorrow... (月に吠えて、哀・・・) | - Phát hành: n gày 12 tháng 3 năm 2011 Track listing 1. Dawn (幕開け) 2. End Of The Century (世紀末少年) 3. Small Devil Infection (小悪魔インフェクション) 4. I Have A Dream (僕は夢を見る) 5. Selection Of 90 (九十の選択) 6. Cazenooto (カゼノオト) 7. Late At Night (夜更け奏で) 8. Barking Of The Moon, Sorrow... (月の吠えて、哀・・・) |
| New Moon and Aries (新月と牡羊座) (新月 と 牡羊座)    | - (新月 と 牡羊座)Phát hành: ngày 12 tháng 2 năm 2012 Track listing 1. Anti-grudgeist (逆恨み小僧) 2. Mist... 3. Dancing Crazy Dolls (踊り狂う人形) 4. A Girl Who Caught in a Town (とある街で見かけた少女) 5. Aries Playing (牡羊座の奏で) 6. Writing of G (gの筆記) 7. Demon Lion Entry (大魔王参上) 8. Amy (エイミー)                     |

### Những album biên soạn
| Tiêu đề            | Chi tiết album                                                                                    | Vị trí trên bảng xếp hạng | Vị trí trên bảng xếp hạng |
| Tiêu đề            | Chi tiết album                                                                                    | Oricon                    | Billboard                 |
| ------------------ | ------------------------------------------------------------------------------------------------- | ------------------------- | ------------------------- |
| Trước khi quá muộn | - Phát hành: ngày 28 tháng 8 năm 2019 - Nhãn: A-Sketch - Các định dạng: CD, tải xuống kỹ thuật số | 5                         | 4                         |

### Album demo
| Tiêu đề                                 | Chi tiết album |
| --------------------------------------- | --- |
| Suicide A-Type (悩殺A-Type) (悩 Loại A) | (悩 Loại A) - Phát hành: ngày 10 tháng 10 năm 2010 Track listing 1. Delusions Sex Theater (妄想SEX劇場) 2. I Have a Dream (僕は夢を見る) 3. Cazenooto (カゼノオト) |

### EP
| Tiêu đề | Chi tiết EP | Vị trí trên bảng xếp hạng |
| Tiêu đề | Chi tiết EP | Oricon                    |
| --- | --- | ------------------------- |
| Orange's Ovule, A Proof of the Living Eye of Me (オレンジの抜け殻、私が生きたアイの証) (オ レ ン ジ の 抜 け 殻 、 私 が 生 き た ア イ の 証) | - (オ レ ン ジ の 抜 け 殻 、 私 が 生 き た ア イ の 証)Phát hành: ngày 28 tháng 8 năm 2013 - Nhãn: MASH A&R - Các định dạng: CD, tải xuống kỹ thuật số Track listing 1. Mist... 2. Mr. Phantom (Mr.ファントム) 3. Station Attendant Mr. Hyotanyama (瓢箪山の駅員さん) 4. Anti-grudgeist (逆恨み小僧) 5. Songs I Sing in This Season (この季節に僕が唄う歌) 6. Make Meaning to Desk Top (机上の空論に意味を為す) 7. 30-Year-Old Baby-Faced (30歳童顔) | 95                        |

### Đĩa đơn
| Tiêu đề                                                     | Chi tiết album | Vị trí trên bảng xếp hạng | Vị trí trên bảng xếp hạng |
| Tiêu đề                                                     | Chi tiết album | Oricon                    | Billboard                 |
| ----------------------------------------------------------- | --- | ------------------------- | ------------------------- |
| "Resuscitation Story" (起死回生Story)                       | - Phát hành: ngày 16 tháng 7 năm 2014 - Nhãn: A-Sketch - Các định dạng: CD, tải xuống kỹ thuật số Track listing 1. Resuscitation Story (起死回生Story) 2. Nira 3. Dating Town (出会い街) 4. See the Lights    | 28                        | 27                        |
| "Amy" (エイミー)                                            | - Phát hành: ngày 22 tháng 4 năm 2015 - Nhãn: A-Sketch - Các định dạng: CD, tải xuống kỹ thuật số Track listing 1. Amy (エイミー) 2. Get Back 3. Dancing Crazy Dolls (踊り狂う人形)                           | 29                        | 60                        |
| "Frenzy Hey Kids!!" (狂乱 Hey Kids!!)                       | - Phát hành: ngày 11 tháng 11 năm 2015 - Nhãn: A-Sketch - Các định dạng: CD, tải xuống kỹ thuật số Track listing 1. Frenzy Hey Kids!! (狂乱 Hey Kids!!) 2. Kieta Mitai (キエタミタイ) 3. Lips                 | 19                        | 24                        |
| "Dip-Bap"                                                   | - Phát hành: ngày 3 tháng 8 năm 2016 - Nhãn: A-Sketch - Các định dạng: CD, tải xuống kỹ thuật số Track listing 1. Dip-Bap 2. Catch Me 3. S-low                                                                | 12                        | 24                        |
| "5150"                                                      | - Phát hành: ngày 16 tháng 11 năm 2016 - Nhãn: A-Sketch - Các định dạng: CD, tải xuống kỹ thuật số Track listing 1. 5150 2. Access × Antibody (アクセス×抗体) 3. Mistake (ミステイル)                         | 10                        | 28                        |
| "Tonariau" / "One's Again" (トナリアウ / One's Again)       | - Phát hành: ngày 14 tháng 6 năm 2017 - Nhãn: A-Sketch - Các định dạng: CD, tải xuống kỹ thuật số Track listing 1. Tonariau (トナリアウ) 2. One's Again 3. Uh...Man                                           | 6                         | 12                        |
| "Black Memory"                                              | - Phát hành: ngày 27 tháng 9 năm 2017 - Nhãn: A-Sketch - Các định dạng: CD, tải xuống kỹ thuật số Track listing 1. Black Memory 2. Flower 3. Contact (接触)                                                   | 3                         | 4                         |
| "Don't Be Fooled by Selfishness" (ワガママで誤魔化さないで) | - Phát hành: ngày 13 tháng 3 năm 2019 - Nhãn: A-Sketch - Các định dạng: CD, tải xuống kỹ thuật số Track listing 1. Don't Be Fooled by Selfishness (ワガママで誤魔化さないで) 2. Color Tokyo 3. Like the Music | 5                         | 14                        |
| "-" biểu thị các bản phát hành không có xếp hạng            | |                           |                           |

### Đĩa đơn kỹ thuật số
| Tiêu đề | Chi tiết album                        |
| ------- | ------------------------------------- |
| "ReI"   | - Phát hành: ngày 16 tháng 2 năm 2018 |

## Đóng phim

### Album video
| Tiêu đề                                               | Chi tiết album | Vị trí biểu đồ đỉnh | Vị trí biểu đồ đỉnh |
| Tiêu đề                                               | Chi tiết album | JPN                 | JPN                 |
| Tiêu đề                                               | Chi tiết album | đĩa DVD             | Blu-ray             |
| ----------------------------------------------------- | --- | ------------------- | ------------------- |
| Tour ăn uống không chính thức 2017 tại Nippon Budokan | - Phát hành: ngày 6 tháng 12 năm 2017 - Nhãn: A-Phác thảo - Các định dạng: DVD, Blu-ray Track listing 1. 5150 2. Shala La 3. Easy (カンタンナコト) 4. Mischeif Showtime (悪戯ショータイム) 5. Catch Me 6. A-E-U-I 7. Starget 8. Hate (嫌い) 9. WARWARWAR 10. Notice Baby (気づけよBaby) 11. Opaque Snow Makeup (不透明な雪化粧) 12. Endroll (エンドロール) 13. Mr. Phantom (Mr.ファントム) 14. Resuscitation Story (起死回生Story) 15. Amy (エイミー) 16. Frenzy Hey Kids!! (狂乱 Hey Kids!!) 17. Dip-Bap 18. Licorice (リコリス) 19. Love 20. Tonariau (トナリアウ) 21. One's Again 22. Unofficial Dining Tour at Nippon Budokan Documentary & Interview | 7                   | 15                  |

### Xuất hiện nhạc phim
| Tiêu đề                                                     | Năm  | Xuất hiện                                                  |
| ----------------------------------------------------------- | ---- | ---------------------------------------------------------- |
| "Resuscitation Story" (起死回生Story)                       | 2014 | Không gian tắm TV đẩy!, Độ tháng bảy                       |
| "Amy" (エイミー)                                            | 2015 | TV Tokyo Nhật Bản đếm ngược, chủ đề kết thúc tháng tư      |
| "Amy" (エイミー)                                            | 2015 | Thể thao KBS Kyoto Kyoto, chủ đề kết thúc tháng tư         |
| "Frenzy Hey Kids!!" (狂乱 Hey Kids!!)                       | 2015 | Phim hoạt hình UHF Noragami Aragoto, OP                    |
| "Notice Baby" (気づけよBaby)                                | 2016 | TV Tokyo Nhật Bản đếm ngược, chủ đề kết thúc của tháng một |
| "Dip-Bap"                                                   | 2016 | TBS CDTV, chủ đề khai mạc ngày 8 tháng 9                   |
| "Bắt tôi"                                                   | 2016 | Re: dây bài hát chủ đề                                     |
| "Licorice" (リコリス)                                       | 2017 | TV Tokyo Nhật Bản đếm ngược, chủ đề kết thúc tháng hai     |
| "Tonariau" (トナリアウ)                                     | 2017 | Tokyo MX Sakurada Đặt lại, kết thúc chủ đề                 |
| "Ký ức đen"                                                 | 2017 | Ajin: Bài hát chủ đề Demi-Human                            |
| "Don't Be Fooled by Selfishness" (ワガママで誤魔化さないで) | 2018 | Phiên bản Fuji TV, chủ đề mở đầu                           |

### Video âm nhạc
| Năm  | Tiêu đề                                                   | Đạo diễn           |
| ---- | --------------------------------------------------------- | ------------------ |
| 2013 | "Mr. Phantom" (Mr. ファントム)                            | Takuya Katsumi     |
| 2014 | "Resuscitation Story" (起死回生Story)                     | Kawakoshi Kazunori |
| 2014 | "Mục tiêu"                                                | Fukatsu Masakemo   |
| 2014 | "Hate" (嫌い)                                             | Toshitsugu Ōno     |
| 2015 | "Amy" (エイミー)                                          | Toshitsugu Ōno     |
| 2015 | "Easy" (カンタンナコト)                                   | Toshitsugu Ōno     |
| 2015 | "Frenzy Hey Kids!!" (狂乱 Hey Kids!!)                     | Takurou Ōkubo      |
| 2015 | "Notice Baby" (気づけよBaby)                              | Yoshihiro Okutou   |
| 2016 | "AEUI"                                                    | Toshiki Kaneda     |
| 2016 | "Dip-Bap"                                                 | Yoshihiro Okutou   |
| 2016 | "Catch me"                                                | Takurou Ōkubo      |
| 2016 | "5150"                                                    | Kei Ikeda          |
| 2016 | "Licorice" (リコリス)                                     | Taiga Shin         |
| 2017 | "Shala La"                                                | Kei Ikeda          |
| 2017 | "Một lần nữa"                                             | Kei Ikeda          |
| 2017 | "Tonariau" (トナリアウ)                                   | Yasuhiro Arafune   |
| 2017 | "Black Memory"                                            | Taiga Shin         |
| 2018 | Apparent-looking Lie (容姿端麗な嘘)                       | Yoshihiro Okutou   |
| 2018 | Psychopath                                                | Take Ru            |
| 2018 | Don't Be Fooled by Selfishness (ワガママで誤魔化さないで) | ?                  |
| 2019 | Color Tokyo                                               | Kanzaki Mineto     |

## Giải thưởng và đề cử
| Năm  | Giải thưởng               | Thể loại                             | Công việc / Người được đề cử                    | Kết qurả  |
| ---- | ------------------------- | ------------------------------------ | ----------------------------------------------- | --------- |
| 2014 | CD Shop Award             | Regional Production (Khu vực Kansai) | Orange's Ovule, A Proof Of The Living Eye Of Me | Won       |
| 2017 | Space Shower Music Awards | Nghệ sĩ nhạc rock xuất sắc nhất      | The Oral Cigarettes                             | Nominated |
| 2018 | Space Shower Music Awards | Nghệ sĩ nhạc rock xuất sắc nhất      | The Oral Cigarettes                             | Nominated |
| 2019 | Space Shower Music Awards | Nghệ sĩ nhạc rock xuất sắc nhất      | The Oral Cigarettes                             | Nominated |